# A Hot Time at Atlantic City
A Hot Time at Atlantic City è un cortometraggio muto del 1909. Il nome del regista non viene riportato nei credit del film.

## Trama
Ad Atlantic City, il conte Carisford esce di casa per andare a fare una passeggiata. Due vagabondi, vedendo la finestra aperta, si introducono nell'appartamento dove prendono gli eleganti abiti del conte insieme al libretto degli assegni e ai suoi biglietti da visita. Poi, tutti in ghingheri, se ne vanno in giro per la città dove incontrano due ragazze che invitano a fare un giro in macchina. Il conte, intanto, ha chiamato la polizia che si mette alla ricerca dei due ladri, iniziando un inseguimento a rotta di collo che andrà a finire in mare.

## Produzione
Il film fu prodotto dalla Lubin Manufacturing Company.

## Distribuzione
Distribuito dalla Lubin Manufacturing Company, il film - un cortometraggio di una bobina - uscì nelle sale cinematografiche statunitensi il 26 luglio 1909.